# Ingeborg Bachmann

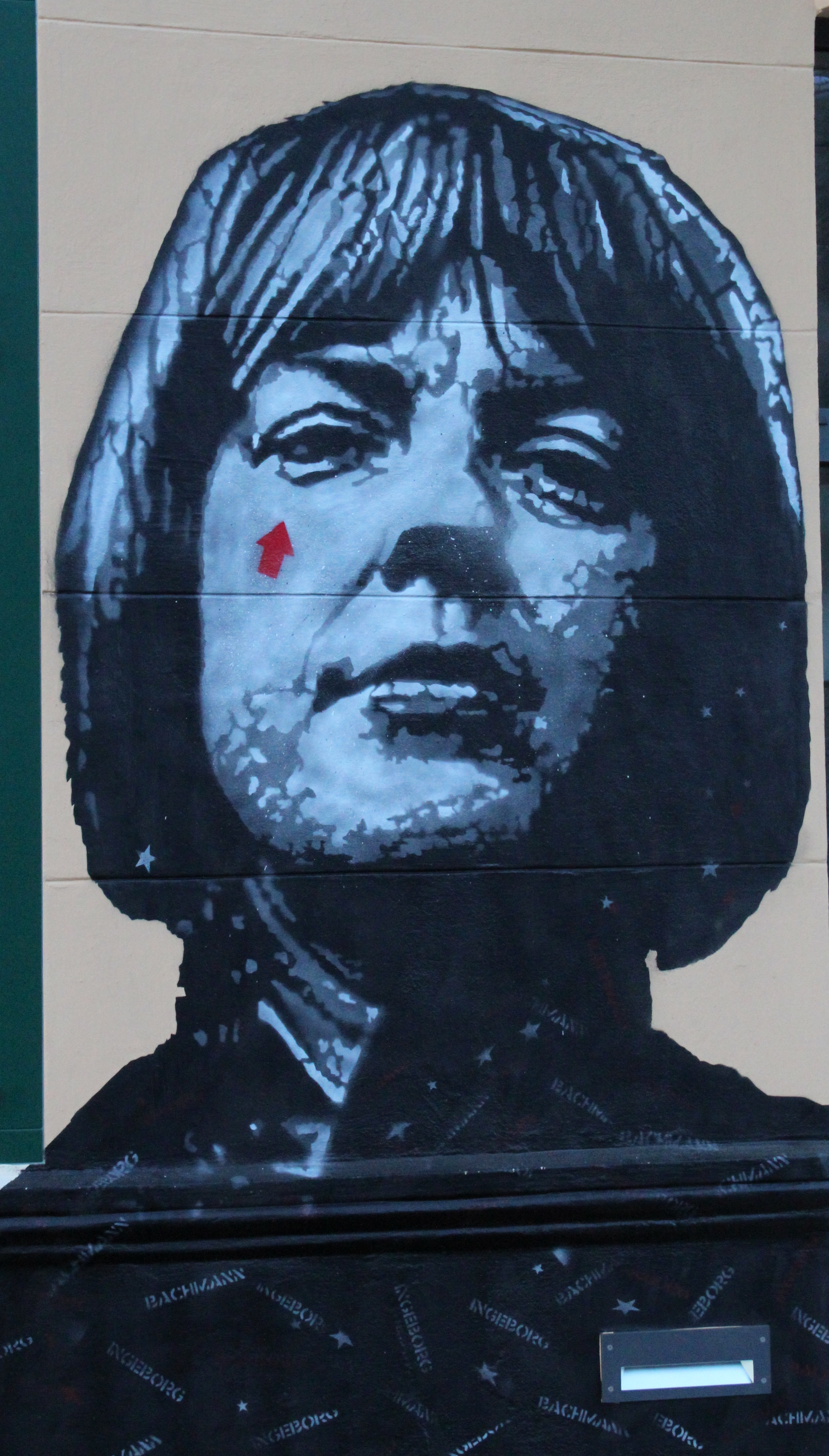
Graffito von Jef Aerosol am Musilhaus in Klagenfurt

Ingeborg Bachmann, gelegentliches Pseudonym Ruth Keller, (* 25. Juni 1926 in Klagenfurt am Wörthersee; † 17. Oktober 1973 in Rom, Italien) war eine österreichische Schriftstellerin. Sie gilt als eine der bedeutendsten deutschsprachigen Lyrikerinnen und Prosaschriftstellerinnen des 20. Jahrhunderts. Ihr zu Ehren wird seit 1977 jährlich der Ingeborg-Bachmann-Preis verliehen.

## Jugend und Ausbildung

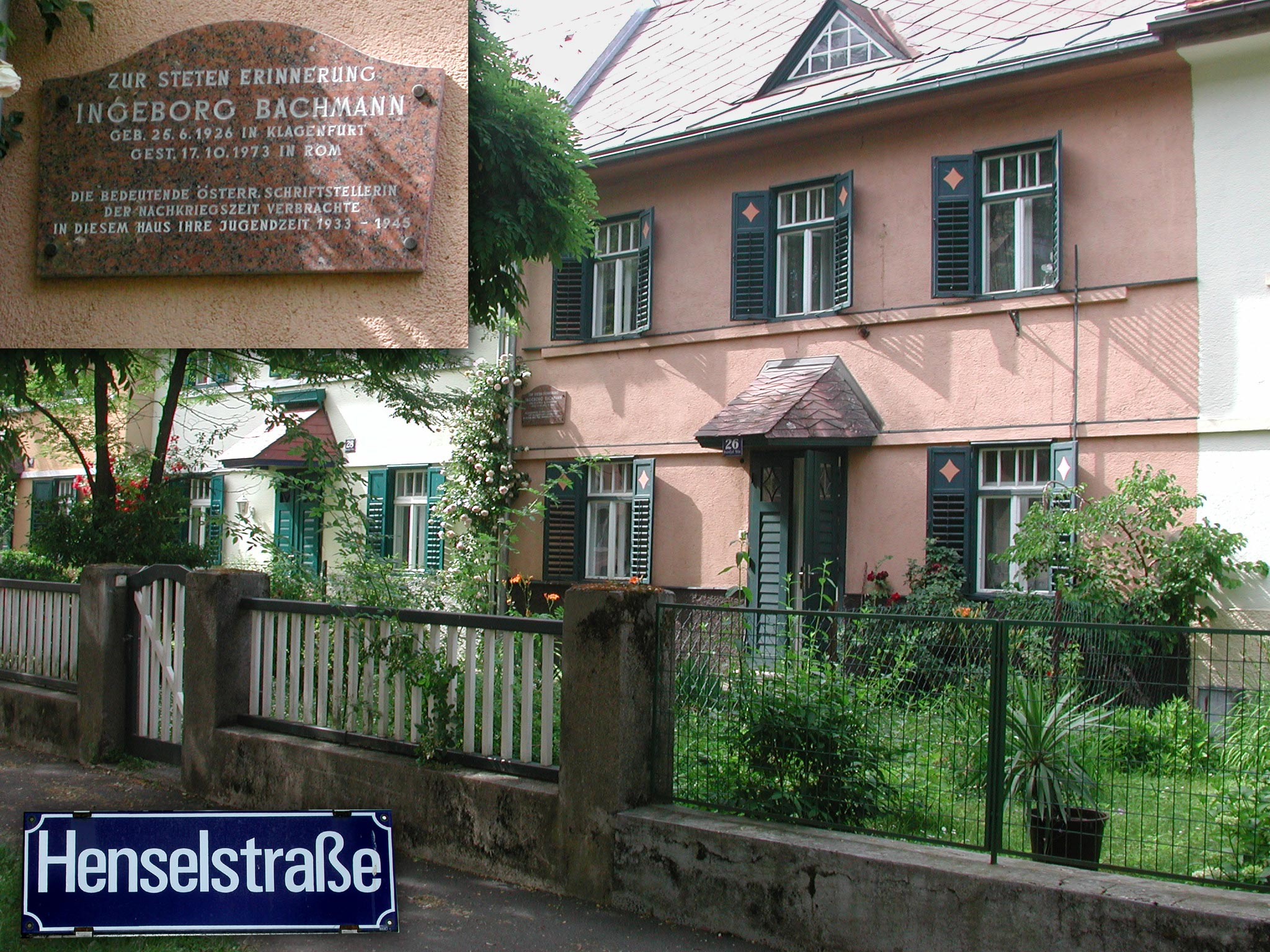
Elternhaus in Klagenfurt (2006)

Ingeborg Bachmann war das erste Kind des Volksschullehrers Matthias Bachmann (1895–1973) und seiner Frau Olga, geborene Haas (1901–1998). Die Mutter stammte aus Heidenreichstein in Niederösterreich, der Vater aus einer evangelischen Bauernfamilie in Obervellach im Kärntner Gailtal. Matthias Bachmann trat zunächst in die Sozialistische Partei ein, stellte aber 1932 einen Mitgliedsantrag bei der österreichischen NSDAP. Das Gailtal, wo die Familie in Ingeborg Bachmanns Kindheit oft ihre Ferien verbrachte, war als Grenzgebiet und Schnittpunkt der drei großen europäischen Sprachfamilien, der germanischen, slawischen und romanischen, prägend für Bachmanns Schaffen. Kurz vor ihrer Geburt zogen die Eltern nach Klagenfurt, wo sie die Volksschule und, obwohl evangelisch, das katholische Ursulinengymnasium besuchte. Schon in jungen Jahren begann sie zu komponieren und Gedichte zu schreiben. Zunächst strebte sie eine Musikerlaufbahn an.
Von 1945 bis 1950 studierte Bachmann Philosophie, Psychologie, Germanistik und Rechtswissenschaften an den Universitäten Innsbruck, Graz und Wien. 1946 erschien ihre Erzählung Die Fähre in der Kärntner Illustrierten, ihre erste Veröffentlichung. Während des Studiums lernte sie Paul Celan, Ilse Aichinger und Klaus Demus kennen. In ihrer Doktorarbeit setzte sie sich kritisch mit Martin Heidegger auseinander. Ihr Doktorvater war der Philosoph und Wissenschaftstheoretiker Victor Kraft, der letzte in Wien lehrende Philosoph des mit dem Aufstieg des Nationalsozialismus in den 1930er Jahren aus Wien vertriebenen Wiener Kreises.
In den Jahren 1945 und 1946 war Bachmann in einen ehemaligen Angehörigen der britischen Armee, den Wiener Juden Jack Hamesh, verliebt. Ende der 1940er Jahre hatte sie eine Liaison mit dem Essayisten und Literaturkritiker Hans Weigel. Sie hatten sich am 5. September 1947 kennengelernt, als Bachmann Weigel vor einer Premiere um ein Interview bat. In Weigels Roman Unvollendete Symphonie, einem 1951 erschienenen Roman über seine Beziehung zu Bachmann, wird diese erstmals eine Figur im Werk eines männlichen Autors. Auch mit dem Dichter Paul Celan verband sie im Mai 1948 ein Liebesverhältnis.

## Werdegang der Schriftstellerin
In ihrer Zeit als Hörfunkredakteurin beim Wiener Sender Rot-Weiß-Rot (1951–1953) schrieb sie 1952 ihr erstes Hörspiel, Ein Geschäft mit Träumen. Außerdem verfasste sie elf Folgen der beliebten wöchentlichen Radiofamilie und je zwei weitere in Zusammenarbeit mit Jörg Mauthe bzw. Peter Weiser. Im Jahr 1952 las sie erstmals auf der Tagung der Gruppe 47; 1953 reiste sie zum ersten Mal nach Italien.
Ingeborg Bachmann erhielt 1953 den Literaturpreis der Gruppe 47 für den Gedichtband Die gestundete Zeit. Ab dem Spätsommer dieses Jahres lebte sie in Italien (Ischia, Neapel, schließlich Rom). Im August 1954 war ihr eine Titelgeschichte des Wochenmagazins Der Spiegel gewidmet, die sie einem breiteren Publikum bekannt machte. In Zusammenarbeit mit dem Komponisten Hans Werner Henze, mit dem sie auf Ischia lebte, entstanden ab 1955 das Hörspiel Die Zikaden, die Textfassung für die Ballettpantomime Der Idiot und die Opernlibretti Der Prinz von Homburg und Der junge Lord. 1955 lernte sie auf einem Symposium in Harvard Henry Kissinger kennen, und es begann eine mehrjährige Liebesbeziehung zwischen ihnen.
Im Jahr 1956 veröffentlichte Bachmann ihren zweiten Gedichtband, Anrufung des Großen Bären. Im Jahr darauf erhielt sie den Bremer Literaturpreis. Sie wurde Dramaturgin beim Bayerischen Fernsehen und zog nach München um. Sie engagierte sich gegen die Atomrüstung. 1958 entstand das Hörspiel Der gute Gott von Manhattan, das 1959 mit dem Hörspielpreis der Kriegsblinden ausgezeichnet wurde. Begeistert schrieb Max Frisch einen Brief an sie, in dessen Folge sich beide im Juli 1958 in Paris erstmals trafen. Sie bezogen eine gemeinsame Wohnung in Uetikon am See bei Zürich und ab 1960 zusätzlich eine Wohnung in Rom.
Bachmann hielt am 17. März 1959 im Bundeshaus in Bonn die Dankesrede für die Verleihung des Hörspielpreises der Kriegsblinden mit dem sprichwörtlich gewordenen Titel Die Wahrheit ist dem Menschen zumutbar und im Herbst eine einsemestrige Poetikvorlesung an der Johann-Wolfgang-Goethe-Universität Frankfurt am Main zu Problemen der zeitgenössischen Lyrik.
Ihr erster Erzählband, Das dreißigste Jahr, erschien 1961 und erhielt den Deutschen Kritikerpreis. Die zwei aus einer explizit weiblichen Perspektive erzählten Geschichten Ein Schritt nach Gomorrha und Undine geht gehören zu den frühesten feministischen Äußerungen in der deutschsprachigen Literatur der Nachkriegszeit. In diesem Jahr wurde sie zudem Mitglied der Akademie der Künste (Berlin).
Bachmanns Beziehungen zu Hans Magnus Enzensberger im Jahr 1959 und zu Paolo Chiarini im Frühjahr 1962 gefährdeten die Partnerschaft mit Max Frisch, die schließlich zerbrach, als sich Frisch im Herbst 1962 in Marianne Oellers verliebte. Frisch und Bachmann trennten sich im März 1963. Darauf folgten mehrere Krankenhausaufenthalte Bachmanns. In Briefen an ihre Ärzte, die 2017 in Buchform erschienen, setzt sie sich mit dem Ende der Liebesbeziehung zu Frisch auseinander. 2011 war bekannt geworden, dass sich im Max-Frisch-Archiv in Zürich rund 250 Briefe Bachmanns an Frisch befinden, ebenso Kopien seiner Briefe. Der Briefwechsel „Wir haben es nicht gut gemacht.“ kam im November 2022 als Buch heraus. In einem auf der Homepage des Suhrkamp Verlages veröffentlichten Video-Interview erklärte Heinz Bachmann, Ingeborg Bachmanns Bruder, warum die Familie einer Veröffentlichung des Briefwechsels zugestimmt habe: „Wir haben uns entschlossen, das zu machen, solange es noch möglich ist: dass eine gute Edition von Fachleuten gemacht wird, mit der nötigen Diskretion.“
1963 wurde Bachmann von Harald Patzer für den Literaturnobelpreis nominiert. Sie zog mit einem einjährigen Stipendium der Ford Foundation nach Berlin, wo sie mit Unterbrechungen bis Ende 1965 blieb. Sie begann die Arbeit an der unvollendet gebliebenen Romantrilogie Todesarten. 1964 wurde Ingeborg Bachmann der Büchner-Preis zuerkannt. In Berlin lernte sie den jüdischen Philosophen Jacob Taubes kennen. 1981 erwähnte Taubes die Beziehung zu Bachmann in einem Brief an einen Rabbiner in Jerusalem und fügte hinzu: „Wir gingen zur Hölle hinab und zum Himmel hinauf, in Berlin, in Klagenfurt, in Prag und drei Monate in Rom.“

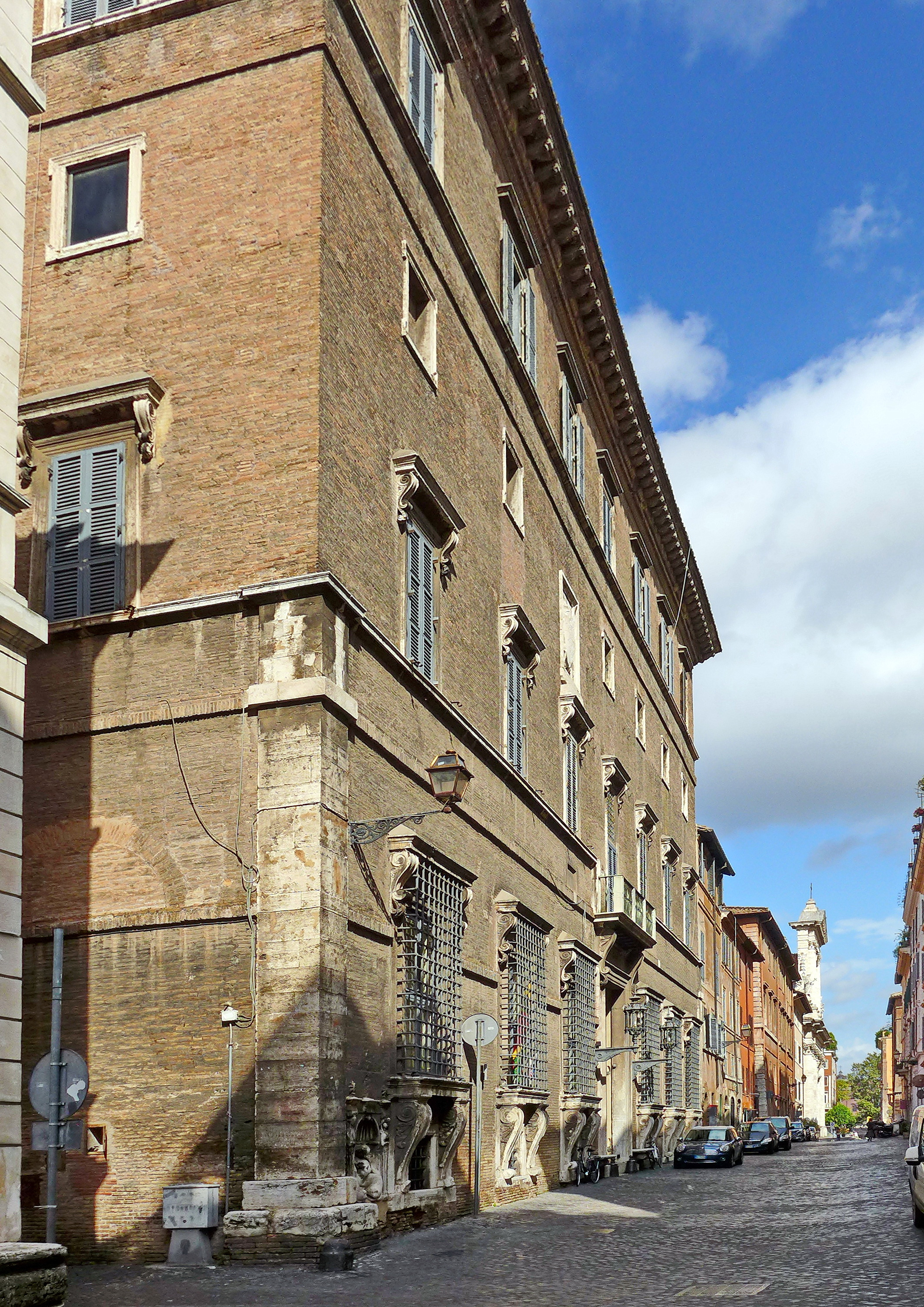
Rom, Via Giulia 66 – Ingeborg Bachmanns letzte Wohnung

1965 zog Bachmann zurück nach Rom. Sie veröffentlichte nur noch sporadisch Gedichte und litt unter einer Tabletten- und Alkoholabhängigkeit. 1967 verließ sie den Piper Verlag, der den ehemaligen HJ-Führer Hans Baumann mit einer Übersetzung von Anna Achmatowas Requiem beauftragt hatte. Sie wechselte zum Suhrkamp Verlag, dessen Leiter, Siegfried Unseld, sie seit langem kannte. In seinem letzten Brief an Bachmann vom 30. Juli 1967 bedankte sich Paul Celan für ihr Eintreten in der „Achmatowa Affaire“; sie hatte ihn als Übersetzer empfohlen.
Im Jahr 1971 veröffentlichte Bachmann Malina als ersten Band der geplanten Romantrilogie Todesarten. Ihr Erzählband Simultan erschien 1972, der Literaturkritiker Marcel Reich-Ranicki verwarf ihn als „preziös-anachronistische Prosa“. Die Erzählung Gier blieb ein Fragment. Das Spätwerk Bachmanns wird in der Frauenforschung als „Paradigma weiblichen Schreibens“ angesehen.

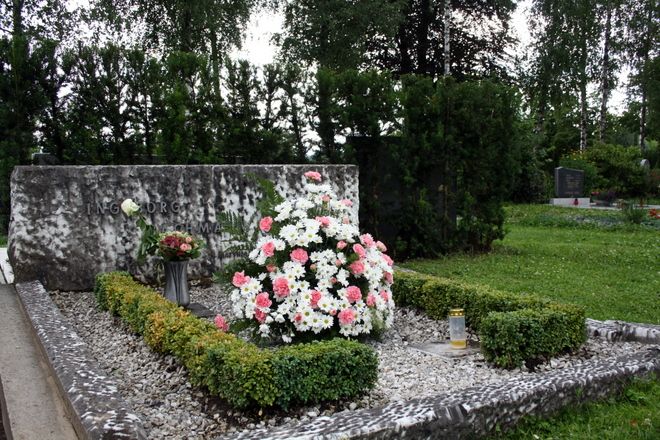
Grab auf dem Klagenfurter Zentralfriedhof

## Unfall und Tod
In der Nacht vom 25. auf den 26. September 1973 erlitt Ingeborg Bachmann in ihrer römischen Wohnung schwere Verletzungen durch einen Brand, den sie beim Einschlafen mit einer Zigarette ausgelöst hatte. Alfred Grisel berichtete über einen Besuch bei Bachmann Anfang August 1973 in Rom:

„Ich war zutiefst erschrocken über das Ausmaß ihrer Tablettensucht. Es müssen an die 100 Stück pro Tag gewesen sein, der Mülleimer ging über von leeren Schachteln. Sie hat schlecht ausgesehen, war wachsbleich. Und am ganzen Körper voller Flecken. Ich rätselte, was es sein konnte. Dann, als ich sah, wie ihr die Gauloise, die sie rauchte, aus der Hand glitt und auf dem Arm ausbrannte, wußte ich’s: Brandwunden, verursacht von herabfallenden Zigaretten. Die vielen Tabletten hatten ihren Körper schmerzunempfindlich gemacht“

Bachmann wurde ins Sant-Eugenio-Krankenhaus gebracht. Ihre starke Abhängigkeit von Beruhigungsmitteln (Barbiturate und Benzodiazepine), von der die behandelnden Ärzte nichts wussten, löste epilepsieähnliche Konvulsionen aus. Am 17. Oktober 1973 starb Ingeborg Bachmann im Alter von 47 Jahren an den Entzugsfolgen. Sie wurde am 25. Oktober 1973 auf den Friedhof Annabichl (Klasse I, Feld 25, Reihe 3, Grab 15) in ihrer Heimatstadt gebettet. Auch ihre Eltern sind dort begraben. Der frühere Grabstein aus Carrara-Marmor wurde später durch einen Stein aus Krastaler Rauchkristallmarmor ersetzt. Ermittlungen wegen Mordverdachts wurden von den italienischen Behörden am 15. Juli 1974 eingestellt.

## Würdigungen der Nachwelt

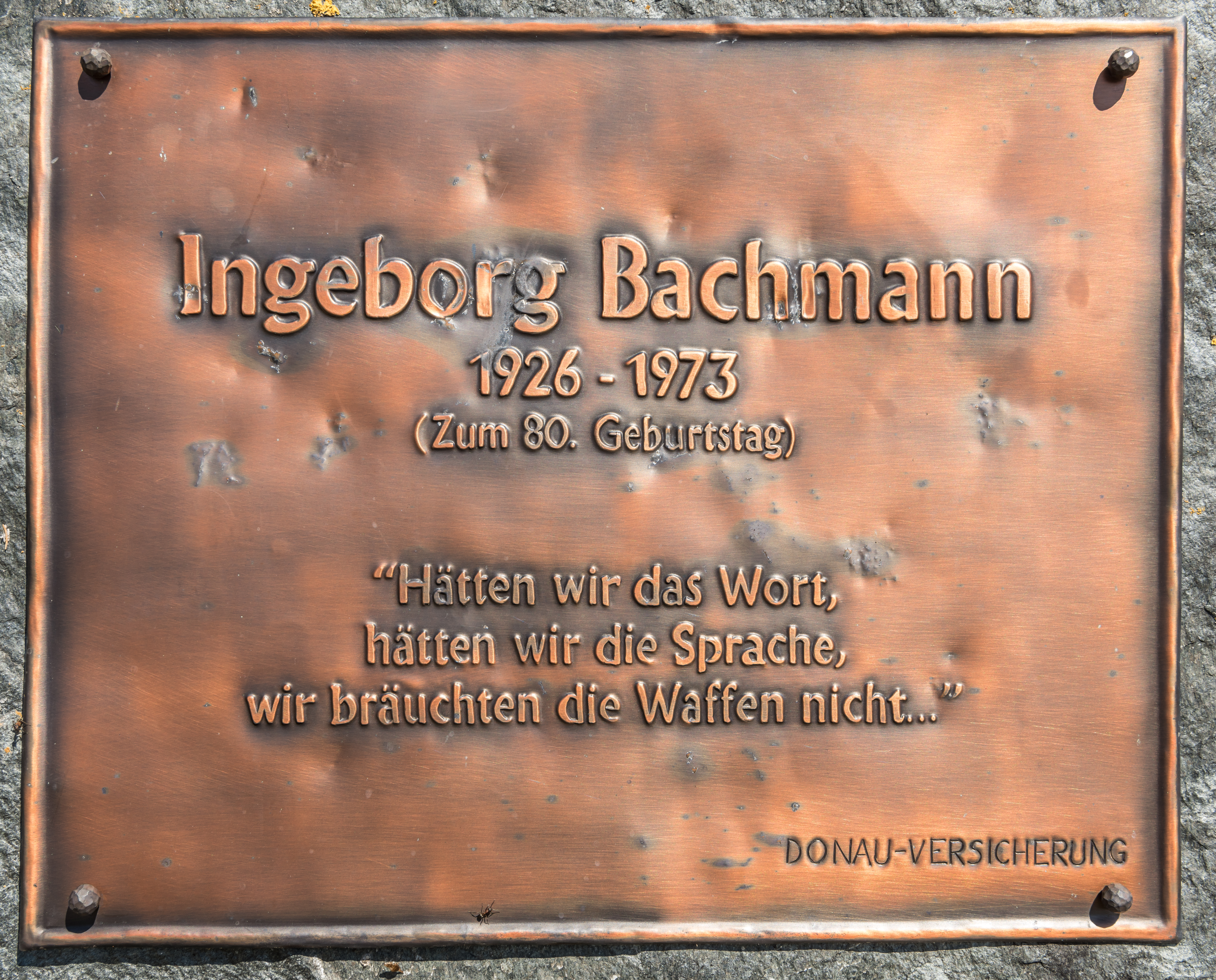
Gedenktafel für Ingeborg Bachmann, Dichtersteinhain Zammelsberg

Heinrich Böll bezeichnete sie in einem Nachruf im Spiegel als „brillante Intellektuelle“, die „in ihrer Poesie weder Sinnlichkeit einbüßte noch Abstraktion vernachlässigte“.
Ihr 6000 Blätter umfassender Nachlass befindet sich seit 1979 in der Österreichischen Nationalbibliothek und ist dort im Literaturarchiv einzusehen. Seit 2018 befindet sich dort auch ein knapp 1000 Seiten umfassender Teilnachlass mit Schriften und Briefen aus ihrer Studienzeit.
Bachmanns Elternhaus wurde 2021 für 500.000 Euro von der Kärntner Privatstiftung erworben. An den Umbaukosten beteiligten sich die Privatstiftung der Kärntner Sparkasse, der Bund, das Land Kärnten und die Stadt Klagenfurt. Ende Juni 2025 wurde das Haus nach der Renovierung als Museum eröffnet.
Der Literaturkritiker Heinrich Vormweg kommentierte 1973, Bachmann habe „ihren Ruhm als die große junge Lyrikerin der fünfziger Jahre nahezu unbeschadet in den Ruhm als Erzählerin umpolen können“, später aber seien die „Fragwürdigkeiten“ von Bachmanns „existentialistisch-individualistischer, auf leicht verschobene Art egozentrischer Erzählgestik“ deutlicher hervorgetreten.
Seit 1977 wird beim Klagenfurter Literaturwettbewerb jährlich der Ingeborg-Bachmann-Preis verliehen; er gilt als einer der bedeutendsten Literaturpreise im deutschsprachigen Raum.

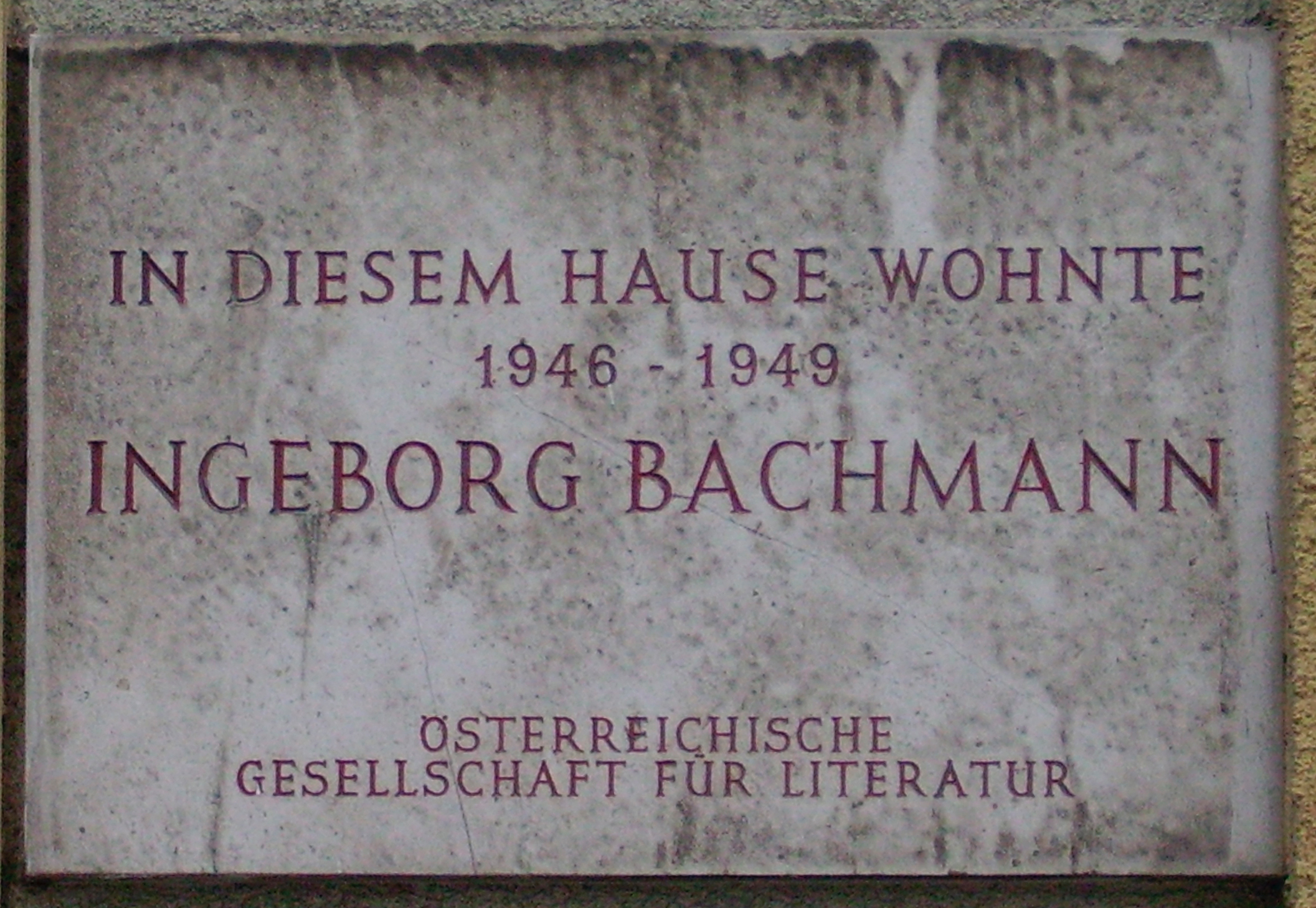
Gedenktafel am Haus Beatrixgasse 26 in Wien 3

Am 4. April 1978 enthüllte die Österreichische Gesellschaft für Literatur am Haus Beatrixgasse 26 in Wien-Landstraße eine Gedenktafel, wo sie laut Meldezettel vom 9. Oktober 1946 bis 15. Juni 1949 bei der Familie Winkler wohnte.
Im Jahr 2000 hat die Stadtgemeinde Heidenreichstein im Waldviertel in Niederösterreich in der Litschauer Straße den „Ingeborg-Bachmann-Park“ gestaltet. Weiters wurde im Stadt- und Heimatmuseum der Stadt ein Bachmann-Zimmer eingerichtet. Die Schriftstellerin war in jungen Jahren mehrmals bei ihren Großeltern, dem Ehepaar Haas, zu Gast, die in Heidenreichstein eine Strickwarenerzeugung betrieben.

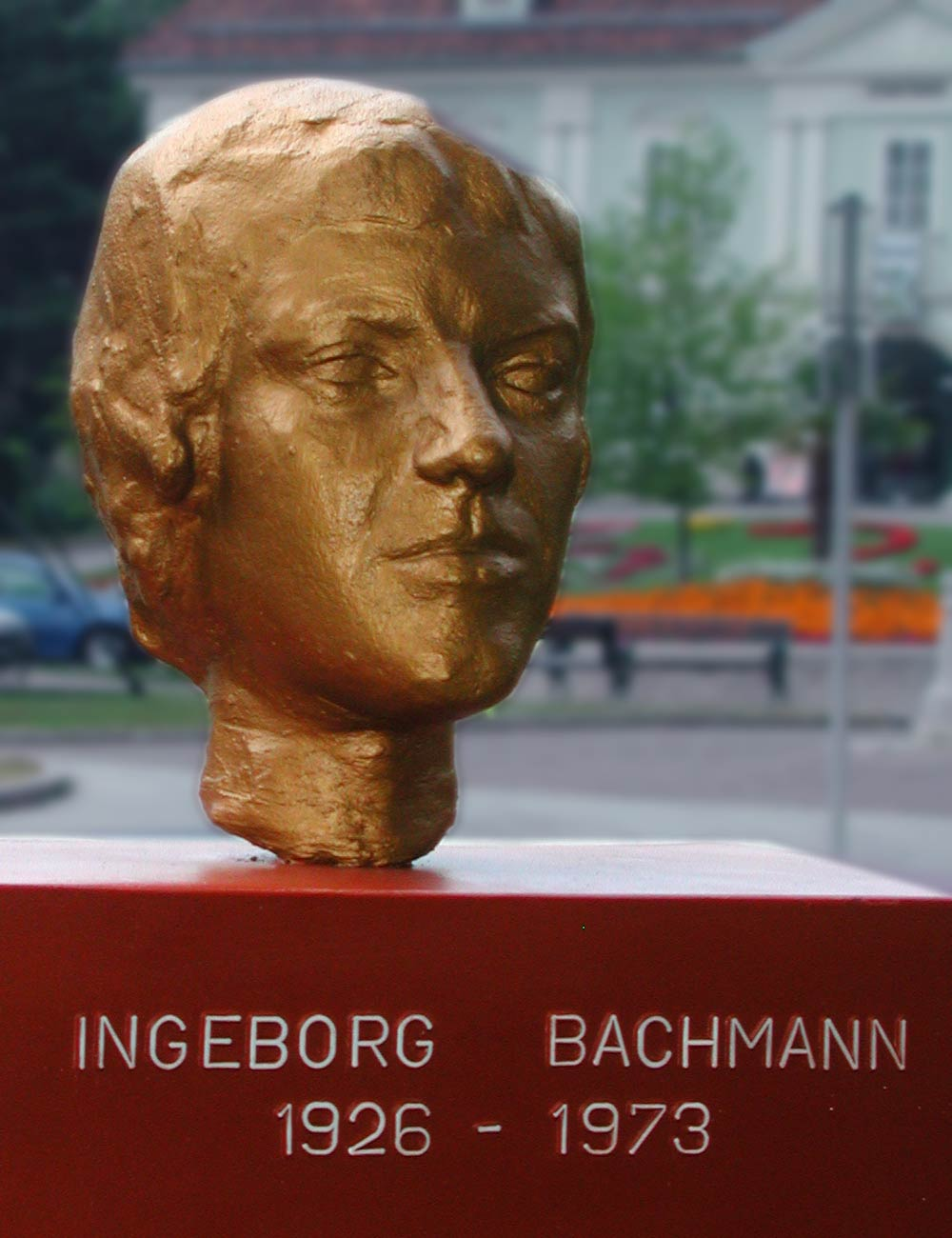
Büste in Klagenfurt

In Klagenfurt wurde im Stadtteil Villacher Vorstadt westlich des historischen Zentrums das Ingeborg-Bachmann-Gymnasium nach ihr benannt und 2006 im Schubertpark eine Büste Bachmanns von Tomasi Marco aufgestellt. In Wien-Donaustadt (22. Bezirk) wurden 2007 westlich der Wagramer Straße Ingeborg-Bachmann-Platz und -Park benannt.
Auch in Berlin wird Ingeborg Bachmann gewürdigt. Bereits seit Dezember 2008 war Ingeborg Bachmann Namenspatronin der Familienbibliothek in der Nehringstraße 10. Im Februar 2018 wurde in der Bezirksversammlung des Berliner Bezirks Charlottenburg-Wilmersdorf auf Antrag der Fraktionen von FDP, SPD und Grüne die Anbringung einer Gedenktafel am Haus Koenigsallee 25, dem letzten Wohnsitz Bachmanns in Berlin, beschlossen.
Im Juni 2018 wurde am Dorfplatz in Obervellach ein vom Bildhauer Herbert Unterberger geschaffener Gedenkstein aus Krastaler Marmor mit der Inschrift Wohin aber gehen wir enthüllt.
Im August 2021 beschloss der Stadtrat von Klagenfurt, ein Ingeborg-Bachmann-Museum einzurichten. Es wurde im ehemaligen Elternhaus von Ingeborg Bachmann in der Henselstraße 26 eröffnet, weshalb die Immobilie, im Besitz der Bachmann-Familie, im September 2021 von der Stadt Klagenfurt und dem Land Kärnten angekauft wurde. Das Haus erfuhr nach dem Tod Ingeborg Bachmanns Umbauarbeiten, damit das gesamte Mobiliar, Bachmanns Bücher und ihr weiterer Besitz dort untergebracht werden konnte. Die Eröffnung erfolgte im Juni 2025 zu den Tagen der deutschsprachigen Literatur.
Am 17. September 2021 wurde die Ingeborg-Bachmann-Kuppel, entworfen von Armin Guerino, mit einer Performance am Neuen Platz in Klagenfurt eröffnet. Die von einer Reihe von Stützen, ausgesteift mit Glaswänden, getragene Kuppel wanderte im Jahr 2022 für ein Gastspiel nach Wien auf den Karlsplatz. Der Bau ging aus einer Ausschreibung des Kärntner Kulturfonds als Siegerprojekt hervor, erreicht 6 m Höhe und wiegt 3 Tonnen. Im April 2025 wurde die Kuppel im Rahmen der Kulturhauptstadt Europas Gorizia/Nova Gorica am Bahnhofsgelände eröffnet.
Im Juni 2023 wurde der Garten des ORF-Landesstudios in Klagenfurt zum Ingeborg-Bachmann-Park, am Eröffnungstag des 47. Ingeborg-Bachmann-Preises wurde eine Tafel mit Ehrengästen enthüllt. Im März 2024 wurde die Ingeborg-Bachmann-Passage in Hermagor eröffnet.
In Deutschland und Österreich wurden zahlreiche Straßen nach Ingeborg Bachmann benannt. So gibt es etwa in München, Dresden und Düsseldorf Ingeborg-Bachmann-Straßen, aber auch in kleineren Gemeinden wie etwa Fellbach oder Blaustein. In Freiburg ziert der Ingeborg-Bachmann-Weg ihren Namen. Neben Villach und Wels verfügen noch vier weitere österreichische Gemeinden über eine Ingeborg-Bachmann-Straße.

## Auszeichnungen
- 1953: Preis der Gruppe 47 (für vorgetragene Gedichte aus dem entstehenden Band Die gestundete Zeit)
- 1957: Literaturpreis der Freien Hansestadt Bremen (für Gedichtband Anrufung des Großen Bären)
- 1957: Wahl zum korrespondierenden Mitglied der Deutschen Akademie für Sprache und Dichtung
- 1959: Hörspielpreis der Kriegsblinden (Dankesrede Die Wahrheit ist dem Menschen zumutbar[65])
- 1961: Deutscher Kritikerpreis (für Band mit Erzählungen Das dreißigste Jahr)
- 1964: Georg-Büchner-Preis
- 1968: Großer Österreichischer Staatspreis für Literatur
- 1971: Anton-Wildgans-Preis der österreichischen Industrie[66]

## Werke

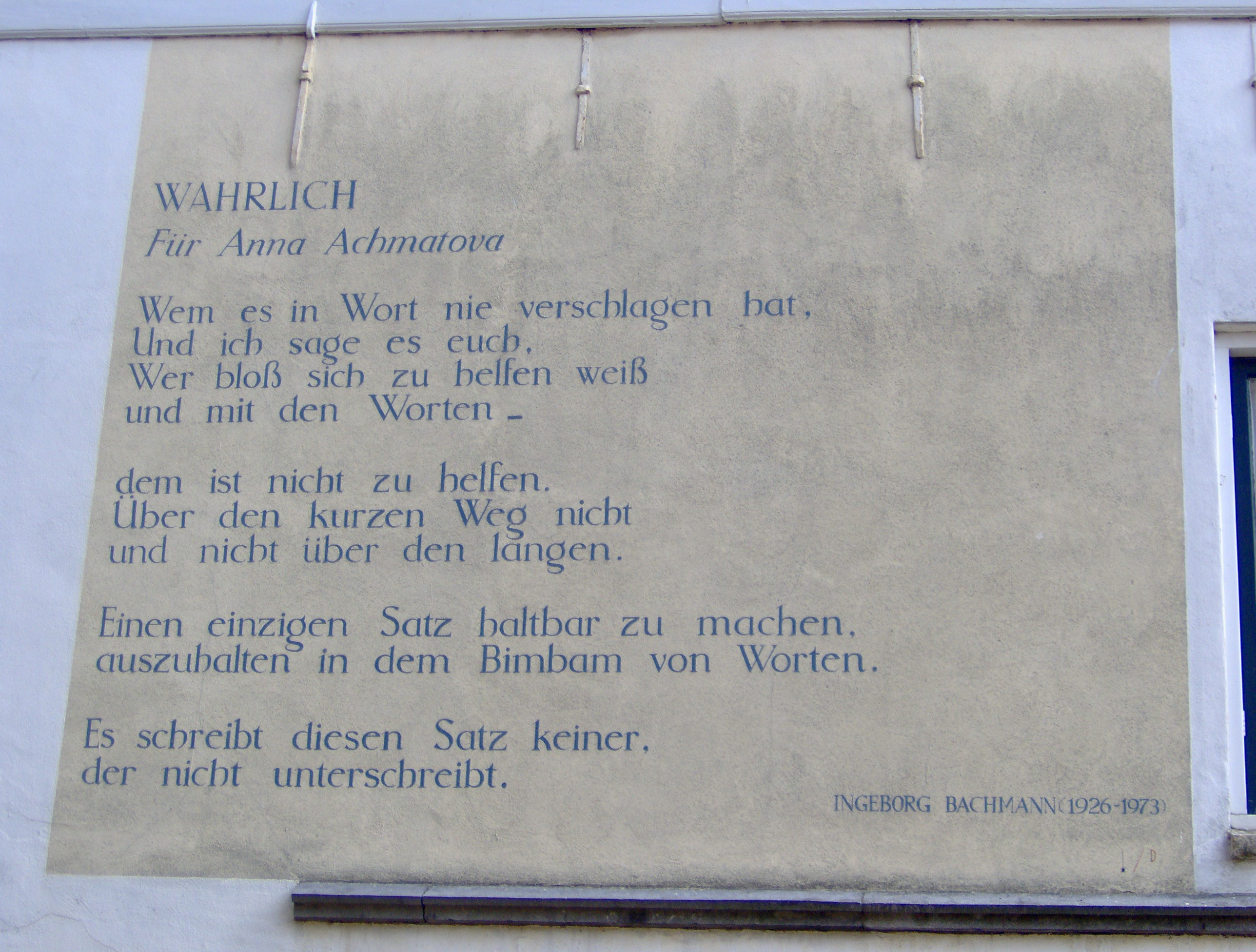
Bachmanns Gedicht Wahrlich auf einer Häuserfront in Leiden

### Werkausgabe
- 1978: Werke. Herausgegeben von Christine Koschel, Inge von Weidenbaum und Clemens Münster. Piper, München 1978, ISBN 3-492-02286-3 (Vier Bände.) Erste Auflage 12.000 Expl.
- 1982: Werke. Sonderausgabe. Herausgegeben von Christine Koschel, Inge von Weidenbaum und Clemens Münster. Piper, München 1982, ISBN 3-492-02774-1 (Vier Bände.) Zweite Auflage 6000 Expl.
- 1984: Werke. Sonderausgabe. Herausgegeben von Christine Koschel, Inge von Weidenbaum und Clemens Münster. Piper, München 1984, ISBN 3-492-02774-1 (Vier Bände.) Dritte Auflage 6000 Expl.
- Die Werke und Briefe Ingeborg Bachmanns (Salzburger Edition). Herausgegeben von Hans Höller bzw. Uta Degner und Irene Fußl unter Mitarbeit von Silvia Bengesser und Martin Huber. München, Piper; Berlin, Suhrkamp.[67]
  - »Male oscuro« Aufzeichnungen aus der Zeit der Krankheit. Traumnotate, Brief- und Redeentwürfe. Herausgegeben von Isolde Schiffermüller und Gabriella Pelloni. München, Piper; Berlin, Suhrkamp 2017, ISBN 978-3-518-42602-9.
  - Das Buch Goldmann. Herausgegeben von Marie Luise Wandruszka. München, Piper; Berlin, Suhrkamp 2017, ISBN 978-3-518-42601-2.
  - »schreib alles was wahr ist auf« Der Briefwechsel mit Hans Magnus Enzensberger. Herausgegeben von Hubert Lengauer. München, Berlin, Zürich: Piper, Suhrkamp 2018, ISBN 978-3-518-42613-5.
  - Das dreißigste Jahr. Herausgegeben von Rita Svandrlik unter Mitarbeit von Silvia Bengesser und Hans Höller. München, Piper; Berlin, Suhrkamp 2020, ISBN 978-3-518-42607-4.
  - »halten wir einander fest und halten wir alles fest!« Der Briefwechsel mit Ilse Aichinger und Günter Eich. Herausgegeben von Irene Fußl und Roland Berbig. München, Piper; Berlin, Suhrkamp 2021, ISBN 978-3-518-42617-3.
  - Anrufung des Großen Bären. Gedichte. Herausgegeben von Luigi Reitani. Mit einem Vorwort von Hans Höller. München, Piper; Berlin, Suhrkamp 2022, ISBN 978-3-518-42605-0.
  - »über Grenzen sprechend«. Die Briefwechsel mit Marie Luise Kaschnitz, Hilde Domin, Nelly Sachs. Herausgegeben von Barbara Agnese. München, Piper; Berlin, Suhrkamp 2022, ISBN 978-3-518-42609-8.
  - Die gestundete Zeit. Gedichte. Herausgegeben von Irene Fußl. Mit einem Vorwort von Hans Höller. München, Piper; Berlin, Suhrkamp 2023, ISBN 978-3-518-42604-3.
  - »Senza casa«. Autobiographische Skizzen, Notate und Tagebucheintragungen. Herausgegeben von Isolde Schiffermüller, Gabriella Pelloni und Silvia Bengesser. Mit einem Vorwort von Hans Höller. München, Piper; Berlin, Suhrkamp 2024, ISBN 978-3-518-43157-3.
  - Ein Ort für Zufälle. Herausgegeben von Martina Wörgötter. Mit einem Vorwort von Hans Höller. München, Piper; Berlin, Suhrkamp 2025, ISBN 978-3-518-43186-3.
  - „Was machen wir aus unserem Leben?“ Der Briefwechsel mit Heinrich Böll. Herausgegeben von Renate Langer. Mit einem Vorwort von Hans Höller. Köln, Kiepenheuer & Witsch; München, Piper; Berlin, Suhrkamp 2025, ISBN 978-3-518-42606-7.

### Lyrik

#### Gedichtsammlungen
- 1953: Die gestundete Zeit. In: Werke. Band 1. Piper, München 1978, ISBN 3-492-02774-1, S. 27–79. (Auch als Einzelausgabe. Piper, München 1957. Keine ISBN im Impressum.)
- 1956: Anrufung des Großen Bären. In: Werke. Band 1. Piper, München 1978, ISBN 3-492-02774-1, S. 81–147. (Auch als Einzelausgabe. Piper, München 1956. Keine ISBN im Impressum.)
- 1998: Letzte, unveröffentlichte Gedichte, Entwürfe und Fassungen. Edition und Kommentar von Hans Höller. Suhrkamp, Frankfurt am Main 1998, ISBN 3-518-40951-4.
- 2000: Ich weiß keine bessere Welt. Unveröffentlichte Gedichte. Herausgegeben von Isolde Moser, Heinz Bachmann und Christian Moser. Piper, 2000, ISBN 3-492-04255-4.

#### Ausgewählte Gedichte
- Alle Tage (1952)
- Die gestundete Zeit (1953)
- Erklär mir, Liebe (1956)
- Reklame
- Wahrlich

### Prosa
- 1944: Das Honditschkreuz. In: Werke. Band 2. Piper, München 1978, ISBN 3-492-02774-1, S. 489–598.
- 1945: Briefe an Felician. Mit acht Kupferaquatinta-Radierungen von Peter Bischof. Piper, München 1991, ISBN 3-492-03585-X.
- 1946: Die Fähre. In: Werke. Band 2. Piper, München 1978, ISBN 3-492-02774-1, S. 10–14.
- 1947: Der Kommandant. In: Werke. Band 2. Piper, München 1978, ISBN 3-492-02774-1, S. 28–38.
- 1949: Im Himmel und auf Erden. In: Werke. Band 2. Piper, München 1978, ISBN 3-492-02774-1, S. 15–18.
- 1949: Das Lächeln der Sphinx. In: Werke. Band 2. Piper, München 1978, ISBN 3-492-02774-1, S. 19–22.
- 1949: Die Karawane und die Auferstehung. In: Werke. Band 2. Piper, München 1978, ISBN 3-492-02774-1, S. 23–27.
- 1952: Auch ich habe in Arkadien gelebt. In: Werke. Band 2. Piper, München 1978, ISBN 3-492-02774-1, S. 38–40.
- 1952: Ein Geschäft mit Träumen. In: Werke. Band 2. Piper, München 1978, ISBN 3-492-02774-1, S. 41–47.
- 1956: Portrait von Anna Maria. In: Werke. Band 2. Piper, München 1978, ISBN 3-492-02774-1, S. 48–58.
- 1959: Der Schweißer. In: Werke. Band 2. Piper, München 1978, ISBN 3-492-02774-1, S. 59–75.
- 1959: Der Hinkende. In: Werke. Band 2. Piper, München 1978, ISBN 3-492-02774-1, S. 76–81.
- 1961: Das dreißigste Jahr. Erzählungen. In: Werke. Band 2. Piper, München 1978, ISBN 3-492-02774-1, S. 83–263. Einzelausgabe als Das dreissigste Jahr. Erzählungen. Piper, München 1961. (Keine ISBN im Impressum abgedruckt.).
- 1965 Der Tod wird kommen. In: Werke. Band 2. Piper, München 1978, ISBN 3-492-02774-1, S. 266–276.
- 1965 Besichtigung einer alten Stadt. In: Werke. Band 2. Piper, München 1978, ISBN 3-492-02774-1, S. 277–282.
- 1966: Der Fall Franza. (Entstanden 1966). In: Werke. Band 3. Piper, München 1978, ISBN 3-492-02774-1, S. 339–482. Einzelausgabe als Der Fall Franza / Requiem für Fanny Goldmann. Piper, München 1979, S. 7–150, ISBN 3-492-02436-X
- 1971: Malina. Roman. Suhrkamp (= suhrkamp taschenbücher. Band 641), Frankfurt am Main 1971 (Entstanden 1967). Auch in: Werke. Band 3. Piper, München 1978, ISBN 3-492-02774-1, S. 9–337. Einzelausgabe als Malina. Roman. Frankfurt am Main: Suhrkamp 1971. (Keine ISBN im Impressum abgedruckt.).
  - Malina. Ins Englische übersetzt von Philip Boehm, mit einer Einleitung von Rachel Kushner. New Directions, New York, 2019, ISBN 978-0-8112-2872-5.
- 1972: Requiem für Fanny Goldmann. (Entstanden 1966/67). In: Werke. Band 3. Piper, München 1978, ISBN 3-492-02774-1, S. 483–554. Einzelausgabe als Der Fall Franza / Requiem für Fanny Goldmann. Piper, München 1979, S. 151–192, ISBN 3-492-02436-X.
- 1968–1972: Simultan. Erzählungen. In: Werke. Band 2. Piper, München 1978, ISBN 3-492-02774-1, S. 283–486. Einzelausgabe als Simultan. Neue Erzählungen. Piper, München 1972, ISBN 3-492-01931-5.
- 1995: „Todesarten“-Projekt. Kritische Ausgabe. Unter Leitung von Robert Pichl herausgegeben von Monika Albrecht und Dirk Göttsche. Piper, München 1995, ISBN 3-492-04991-5.
- 1998: Römische Reportagen. Piper, München/Zürich 1998, ISBN 3-492-04028-4.

### Hörspiele
- 1952/1953: Die Radiofamilie. Herausgegeben und mit einem Nachwort von Joseph McVeigh. Suhrkamp, Berlin 2011, ISBN 978-3-518-42215-1. (Fünfzehn Folgen)
- 1952: Ein Geschäft mit Träumen. In: Werke. Band 1. Piper, München 1978, ISBN 3-492-02774-1, S. 177–216. Hörspielproduktion Rot Weiß Rot Wien 1952. Mit Wolf Neuber (Laurenz), Traute Servi (Anna), Eric Frey (Herr Mandl), Ulrich Bette (Der Generaldirektor), Erich Schenk (Der Verkäufer der Träume) u. a. Regie: Walter Davy.
- 1954/1955: Römische Reportagen. (Vierunddreißig Folgen). Herausgegeben und mit einem Nachwort versehen von Jörg-Dieter Kogel. Piper, München 1998, ISBN 3-492-04028-4.
- 1955: Die Zikaden. In: Werke. Band 1. Piper, München 1978, ISBN 3-492-02774-1, S. 217–268.
  - 1955: Hörspielproduktion NWDR. Mit Will Quadflieg (Robinson), Paul Hoffmann (Der Gefangene), Charles Brauer (Antonio), Gerd Niemitz (Benedikt) u. v. a. Komposition: Hans Werner Henze, Regie: Gert Westphal.
  - 1977: Hörspielproduktion DRS. Mit Dieter Borsche (Der Erzähler), Horst-Christian Beckmann (Robinson), Rainer zur Linde (Der Gefangene), Klaus Degenhardt (Antonio), Siegfried Meisner (Benedikt) u. a. Regie: Klaus W. Leonhard.
- 1958: Der gute Gott von Manhattan. In: Werke. Band 1. Piper, München 1978, Neuausgabe: Mit einem Nachwort von Otto F. Best. Stuttgart (Reclam) 1971.(= Reclams Universal-Bibliothek 7906). ISBN 3-492-02774-1, S. 269–327.
  - 1958: Hörspielproduktion BR/NDR. Mit Ernst Schröder (Der gute Gott), Fritz Schröder-Jahn (Richter), Horst Frank (Jan), Margit Ensinger (Jennifer), Hans Clarin (Frankie), Karl Lieffen (Billy) u.v. a. Regie: Fritz Schröder-Jahn.[68]
  - 1958: Hörspielproduktion SWF/BR/RIAS. Mit Charles Regnier (Der Gute Gott), Kaspar Brüninghaus (Richter), Martin Benrath (Jahn), Curt Bock (Franki), Gustl Halenke (Jennifer), Joachim Teege (Willi) u.v. a. Komposition: Peter Zwetkoff, Regie: Gert Westphal.
  - 1959: Hörspielproduktion ORF. Mit Günther Haenel (Der gute Gott), Erik Frey (Richter), Walther Reyer (Jan), Aglaja Schmid (Jennifer), Johannes Schauer (Billy), Otto Schenk (Frankie) u. a. Regie: Axel Corti.
  - 1977: Hörspielproduktion Radio DDR. Mit Ekkehard Schall (Der Gute Gott), Volkmar Kleinert (Der Richter), Winfried Glatzeder (Jan), Jutta Hoffmann (Jennifer), Gerd Grasse (Billy), Ernst Meincke (Frankie).

Komposition: Reiner Bredemeyer, Regie: Peter Groeger.
- 1961: Das dreißigste Jahr. Hörspielbearbeitung der gleichnamigen Erzählung. Mit Oswald Döpke, Gert Westphal. Regie: Oswald Döpke. Radio Bremen 1961.

### Libretti
- 1952: Ein Monolog des Fürsten Myschkin.
- 1960: Der Prinz von Homburg. In: Werke. Band 1. Piper, München 1978, ISBN 3-492-02774-1, S. 331–374.
- 1965: Der junge Lord. In: Werke. Band 1. Piper, München 1978, ISBN 3-492-02774-1, S. 375–436.
- 1967: Zwischentexte zur konzertanten Aufführung des Freischütz. In: Werke. Band 1. Piper, München 1978, ISBN 3-492-02774-1, S. 437–442.

### Essays
- 1949: Die kritische Aufnahme der Existentialphilosophie Martin Heideggers. Dissertation Wien 1949. Herausgegeben von Robert Pichl. Piper, München 1985, ISBN 3-492-02786-5.
- 1952: Versuch über Heidegger. In: Kritische Schriften. Herausgegeben von Monika Albrecht und Dirk Göttsche. Piper, München 2005, S. 3, ISBN 3-492-04707-6.
- 1952: Der Mann ohne Eigenschaften. In: Kritische Schriften. Herausgegeben von Monika Albrecht und Dirk Göttsche. Piper, München 2005, S. 101–122, ISBN 3-492-04707-6.
- 1953: Ludwig Wittgenstein. Zu einem Kapitel der jüngsten Philosophiegeschichte. In: Kritische Schriften. Herausgegeben von Monika Albrecht und Dirk Göttsche. Piper, München 2005, S. 55–74, ISBN 3-492-04707-6.
- 1958: Die Welt Marcel Prousts. Einblicke in ein Pandämonium. In: Kritische Schriften. Herausgegeben von Monika Albrecht und Dirk Göttsche. Piper, München 2005, S. 218–241, ISBN 3-492-04707-6. (gesendet u. a. am 19. März 2018 als SWR2 Radioessay)
- 1959: Die Wahrheit ist dem Menschen zumutbar. Rede zur Verleihung des Hörspielpreises der Kriegsblinden. In: Kritische Schriften. Herausgegeben von Monika Albrecht und Dirk Göttsche. Piper, München 2005, S. 246–248, ISBN 3-492-04707-6.
- 1959: Frankfurter Vorlesungen. In: Kritische Schriften. Herausgegeben von Monika Albrecht und Dirk Göttsche. Piper, München 2005, ISBN 3-492-04707-6, S. 253–349.
- 1960: Probleme zeitgenössischer Dichtung. Frankfurter Poetikvorlesungen. In: Kritische Schriften. Herausgegeben von Monika Albrecht und Dirk Göttsche. Piper, München 2005, S. 252–349, ISBN 3-492-04707-6.
- 1963. Reflexionen über Berlin. In: Kritische Schriften. Herausgegeben von Monika Albrecht und Dirk Göttsche. Piper, München 2005, S. 399–401, ISBN 3-492-04707-6.
- 1964: Ein Ort für Zufälle. Rede zur Verleihung des Georg-Büchner-Preises. In: Werke 4. Piper, München 1978, S. 278–293, ISBN 3-492-02774-1. Einzelausgabe als: Ein Ort für Zufälle. Mit dreizehn Zeichnungen von Günter Grass. Wagenbach, Berlin 1965. (Keine ISBN im Impressum abgedruckt.)
- 1969 Thomas Bernhard. Ein Versuch. In: Werke 4. Piper, München 1978, S. 361–364, ISBN 3-492-02774-1.
- 1972: Rede zur Verleihung des Anton-Wildgans-Preises. In: Werke 4. Piper, München 1978, S. 294–297, ISBN 3-492-02774-1.
- 2005: Kritische Schriften. Herausgegeben von Monika Albrecht und Dirk Göttsche. Piper, München 2005, ISBN 3-492-04707-6.
- 2017: Male oscuro. Aufzeichnungen aus der Zeit der Krankheit. Herausgegeben von Isolde Schiffermüller und Gabriella Pelloni. Piper, München; Suhrkamp, Berlin 2017, ISBN 978-3-518-42602-9.

### Übersetzungen
- 1952: Thomas Wolfe: Das Herrschaftshaus.
- 1961: Giuseppe Ungaretti: Gedichte.

### Briefwechsel
- Ingeborg Bachmann und Hans Werner Henze: Briefe einer Freundschaft. Herausgegeben von Hans Höller. Mit einem Vorwort von Hans Werner Henze. Piper, München 2004, ISBN 3-492-04608-8.
- Ingeborg Bachmann und Paul Celan: Herzzeit – Der Briefwechsel. Mit den Briefwechseln zwischen Paul Celan und Max Frisch sowie zwischen Ingeborg Bachmann und Gisèle Celan-Lestrange. Herausgegeben und kommentiert von Bertrand Badiou, Hans Höller, Andrea Stoll und Barbara Wiedemann. Suhrkamp, Frankfurt am Main 2008, ISBN 978-3-518-42033-1.
- Ingeborg Bachmann: Kriegstagebuch. Mit Briefen von Jack Hamesh an Ingeborg Bachmann. Herausgegeben und mit einem Nachwort von Hans Höller. Suhrkamp, Berlin 2010, ISBN 978-3-518-42145-1.
- Ingeborg Bachmann und Hans Magnus Enzensberger: „Schreib alles was wahr ist auf“. Der Briefwechsel. Herausgegeben von Hubert Lengauer. Piper, München; Suhrkamp, Berlin 2018, ISBN 978-3-518-42613-5; Rezension von Katharina Teutsch im Deutschlandfunk Buch der Woche vom 9. Dezember 2018.
- Ingeborg Bachmann, Günter Eich und Ilse Aichinger: „halten wir einander fest und halten wir alles fest!“. Briefe (Salzburger Bachmann Edition). Roland Berbig mit Irene Fußl (Hrsg.). Piper, München; Suhrkamp, Berlin 2021, ISBN 978-3-518-42617-3.
- Ingeborg Bachmann, Max Frisch: „Wir haben es nicht gut gemacht.“ Herausgegeben von Hans Höller, Renate Langer, Thomas Strässle und Barbara Wiedemann. Piper, München; Suhrkamp Berlin 2022, ISBN 978-3-518-43069-9.
- Ingeborg Bachmann, Marie Luise Kaschnitz, Hilde Domin, Nelly Sachs: „Über Grenzen sprechend“. Die Briefwechsel. Herausgegeben von Barbara Agnese. Mit einem Vorwort von Hans Höller. Piper, München; Suhrkamp Berlin 2023, ISBN 978-3-518-42609-8.
- Ingeborg Bachmann, Heinrich Böll: „Was machen wir aus unserem Leben?“ Herausgegeben von Renate Langer. Mit einem Vorwort von Hans Höller. Köln, Kiepenheuer & Witsch; München, Piper; Berlin, Suhrkamp 2025, ISBN 978-3-518-42606-7. Rezension von Christoph Vormweg[69]

### Gespräche
- Ingeborg Bachmann: Ein Tag wird kommen. Gespräche in Rom. Herausgegeben von Gerda Haller. Jung und Jung, Salzburg und Wien 2005, ISBN 3-902144-82-3.
- Ingeborg Bachmann: Wir müssen wahre Sätze finden. Gespräche und Interviews. Herausgegeben von Christine Koschel und Inge von Weidenbaum. Piper, München 1991, ISBN 3-492-11105-X.

## Rezeption

### Theateraufführungen
- Die Radiofamilie, Stückfassung von Stephan Teuwissen, Schauspielhaus Zürich, Schweizer Uraufführung, Premiere am 24. Mai 2013;[70] Gastspiel beim Festival Radikal jung am Münchner Volkstheater 2014

### Vertonungen
- Frieder W. Bergner: Schwarzer Walzer
- Moritz Eggert: Avec ma main brulée (nach Malina) für 12 Performer, heute für 12 Sprecher, Böhmische Hymne für gurgelnde Stimmen (1997)
- Hans Werner Henze: Nachtstücke und Arien für Sopran und Orchester (1957)
- Hans Werner Henze: Lieder von einer Insel für Kammerchor, Posaune, 2 Violoncelli, Kontrabass, Portativ, Schlagwerk und Pauken (1964)
- Hans Werner Henze: Paraphrasen über Dostojewski für Sprechstimme und 11 Instrumente (1990)
- Manfred Heyl: Drei Lieder
- Dieter Kaufmann: Evocation – Oratorium gegen die Gewalt nach Gedichten von Ingeborg Bachmann (UA 17. November 1968, ORF-Funkhaus Klagenfurt)
- Annette Schlünz: Rosen für Mezzosopran und Klavier (1988)
- Wolfgang Schoor: Welch Wort, in die Kälte gerufen. für Sopran und Orchester (1988)
- Julia Tsenova: A Song Cycle für Sopran und Klavier (2001)
- Birgitta Trommler, Moritz Eggert: Gegenwart – ich brauche Gegenwart. Tanztheater über Ingeborg Bachmann (1997)
- Adriana Hölszky: Der gute Gott von Manhattan. Nach einem Hörspiel von Ingeborg Bachmann. UA Schwetzingen 2004
- Matthias Bonitz: Es könnte viel bedeuten für Sopran und Orchester UA Recklinghausen 1992
- Matthias Bonitz: Erklär mir, Liebe für Sopran und Orchester UA Recklinghausen 1992
- Matthias Bonitz: Psalm für Bass, Violoncello und Klavier 2019
- Matthias Bonitz: Thema und Variation für Sopran und Klavier 2018
- Matthias Bonitz: Geh, Gedanke für Bass und Klavier 2018
- Tim van Jul: Bachmann Loops, 2020[71]
- Laut Fragen: Meine Schreie (Ingeborg Bachmann-Tracks)[72] 2021
- Kerstin Wahl: Aria 1 für Mezzosopran, mehrstimmiger Gesang und Gitarre (2023)
- Kerstin Wahl: Die Welt ist weit für Mezzosopran, Klavier, Violine/Viola (2023)[73]
- Kerstin Wahl: Nord und Süd für Mezzosopran und Gitarre (2023)[73]
- Kerstin Wahl: Wie soll ich mich nennen für Mezzosopran und Gitarre, (2005/2022)

### Verfilmungen ihrer Werke
- Malina (1991). Regie: Werner Schroeter, Buch: Elfriede Jelinek.
- Drei Wege zum See. Regie und Buch: Michael Haneke (1976) nach der gleichnamigen Erzählung von Ingeborg Bachmann.
- Das Gebell. Regie: Wolfgang Glück, nach der gleichnamigen Erzählung.

### Filme über Ingeborg Bachmann
- Ähnlichkeiten mit Ingeborg Bachmann von Angelika Kellhammer, 44 min, BR 2014[74]
- Auf der Berlinale 2016 wurde der Film Die Geträumten der Regisseurin Ruth Beckermann vorgestellt. Darin lesen Anja Plaschg und Laurence Rupp als „Spiel im Spiel“ Briefe von Ingeborg Bachmann und Paul Celan für eine Radioproduktion ein.[75] Grundidee ist es, „die jungen Schauspieler von heute mit den jungen Dichtern von damals zu konfrontieren.“[75]
- Im Jahr 2023 entstand unter der Regie von Margarethe von Trotta der Spielfilm Ingeborg Bachmann – Reise in die Wüste mit Vicky Krieps in der Titelrolle.

### Ausstellungen
- 2022 Ingeborg Bachmann. Eine Hommage. Österreichische Nationalbibliothek, Wien, 17. November 2022 bis 5. November 2023[76]
- 2024 Ingeborg Bachmann. Ich bin es nicht. Ich bin's. Literaturhaus München 14. Mai bis 3. November 2024[77]